# Украдено Косово
Украдено Косово или Отето Косово (чеш. Uloupené Kosovo) је документарни филм чешког режисера Вацлава Дворжака о рату на Косову.

## Радња
Филм описује збивања на Косову почев од кратког прегледа историје Косова до бомбардовања СРЈ и ситуације након агресије НАТО снага. Нарочит нагласак је стављен на збивања 1990-их на Косову, пропраћена бројним разговорима са српским грађанима и, у мањој мјери, припадницима албанских терористичких јединица.

## Приказивање
Иако је Чешка телевизија (ЧТ - Јавни сервис) учествовала у финансирању пројекта, ова телевизија је више пута одлагала његово приказивање, због „неуравнотежености“ и „пристрасности у корист једне стране (Срба)“, због чега би „тон филма могао узроковати негативна осјећања“. Режисер филма Вацлав Дворжак је на ове оптужбе одговорио да се „ни у документима о холокаусту не приказују ставови друге стране“.
Продуцент филма, Алеш Беднарж, је додатно изјавио да није искључена могућност да би неки гледаоци могли да имају утисак о „неуравнотежености“, али само зато што су „годинама били једнострано обавјештавани о сукобима на Балкану, прије свега заслугом телевизије, али и других медија.“
Његово прво приказивање, заказано за 17. март 2008, годишњицу погрома Срба на Косову, је најприје одлагано за април исте године, а на крају је приказан уз додатну емисију након филма у којој су нападнуте чињенице изнесене у филму. Због одлагања приказивања творци филма су га објавили на интернет сервису Јутјуб гдје га је могуће и даље наћи (новембар 2008).